# Люберці
Лю́берці (рос. Люберцы) — місто, адміністративний центр Люберецького міського округу Московської області, Росія.

## Населення
Населення — 172525 осіб (2010; 156691 у 2002).

## Промисловість
У місті діють близько 25 промислових підприємств. Найбільш широко представлені машинобудування і металообробка, виробництво будівельних матеріалів, деревообробна та харчова промисловість. Найбільші підприємства:
- Вертолітний завод ім. Камова (КБ і дослідне виробництво. Тут розроблено відомі вертольоти Ка-50 «Чорна акула» і Ка-52 «Алігатор»)
- НВК «Досконала механіка», що розмістилася в кількох цехах колишнього машинобудівного заводу ім. Ухтомського, проектує та випускає алюмінієві конструкції для промислового заскління будівель
- АТВТ «Торгмаш» випускає технологічне обладнання для підприємств торгівлі
- Люберецький комбінат будівельних матеріалів і конструкцій
- Об'єднання «Люберецькі килими»

### Освіта
У місті розташований Інститут гірничої справи імені Олександра Скочинського.

### Транспорт
Залізничний вузол за 19 км на південний схід від Казанського вокзалу.

## Внутрішній поділ
У місті виділяють декілька мікрорайонів із власними назвами: селище Калініна, мікрорайон Жовтневі проїзди, 115 квартал, Городок А, Городок Б і мікрорайон ВУГІ. У північній частині міста розташований історичний район Червона Гірка, ведеться будівництво «номерних» мікрорайонів № 7, № 7а, № 8 і № 8а, а також великого житлового району «Люберецькі поля», котрий в червні 2011 року був переданий Москві.

## Уродженці
- Андріанова Ірина Василівна (* 1949) — радянська і російська театральна актриса, народна артистка Росії.
- Федулова Катерина Олегівна (* 1979) — російська акторка театру і кіно.